# Kościół Świętej Trójcy w Jasionówce
Kościół pw. Świętej Trójcy w Jasionówce – rzymskokatolicki kościół parafialny mieszczący się w dawnym mieście, obecnie wsi Jasionówka, w województwie podlaskim. Należy do dekanatu Korycin archidiecezji białostockiej.

## Historia
Świątynia została zbudowana przez braci: Łukasza, Kacpra i Jerzego Korzenieckich. Kościół otrzymał wezwanie Świętej Trójcy, Niepokalanego Poczęcia Najświętszej Maryi Panny, świętego Jana Chrzciciela i Wszystkich Świętych. 
Podczas potopu szwedzkiego w połowie XVII wieku budowla została zniszczona i wówczas została wzniesiona nowa, murowana. W XVIII wieku świątynia została rozbudowana o kruchtę i zakrystię. Następna przebudowa i rozbudowa kościoła została zakończona przed pierwszą wojną światową. W latach 1909–1911 Dzięki staraniom księdza Bolesława Leszczyńskiego została wzniesiona wieża, półkoliste prezbiterium (na miejscu dawnej zakrystii) i dwie zakrystie. Po II wojnie światowej budowla była restaurowana, w tym również podczas urzędowania księdza Juliana Siemieniako, proboszcza parafii w latach 1993–2022.
Przed kościołem znajduje się grób hrabiego Michała Wołłowicza straconego w Grodnie wyrokiem władz carskich za pomoc powstańcom styczniowym.

## Galeria

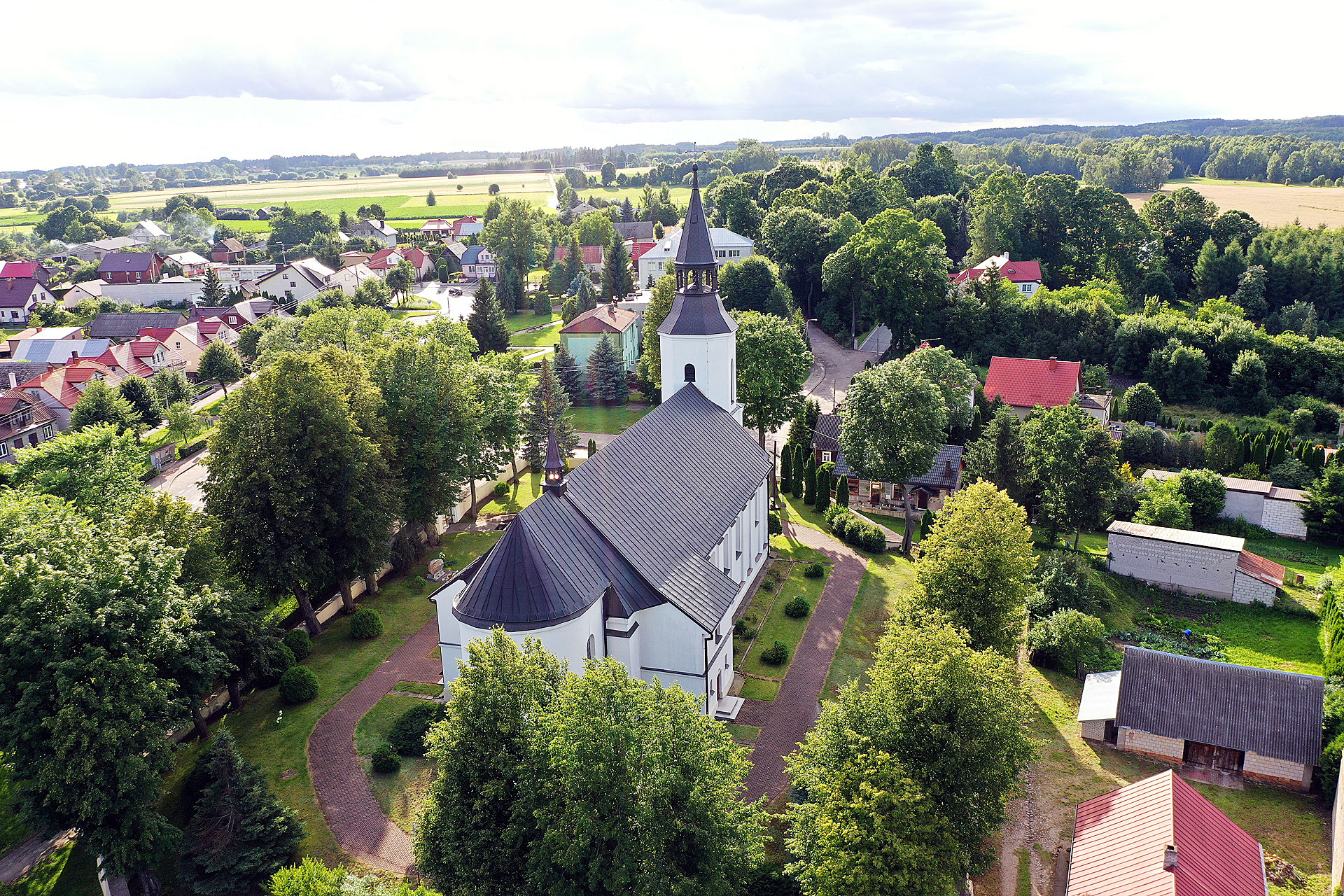
Kościół Świętej Trójcy w Jasionówce (2020)
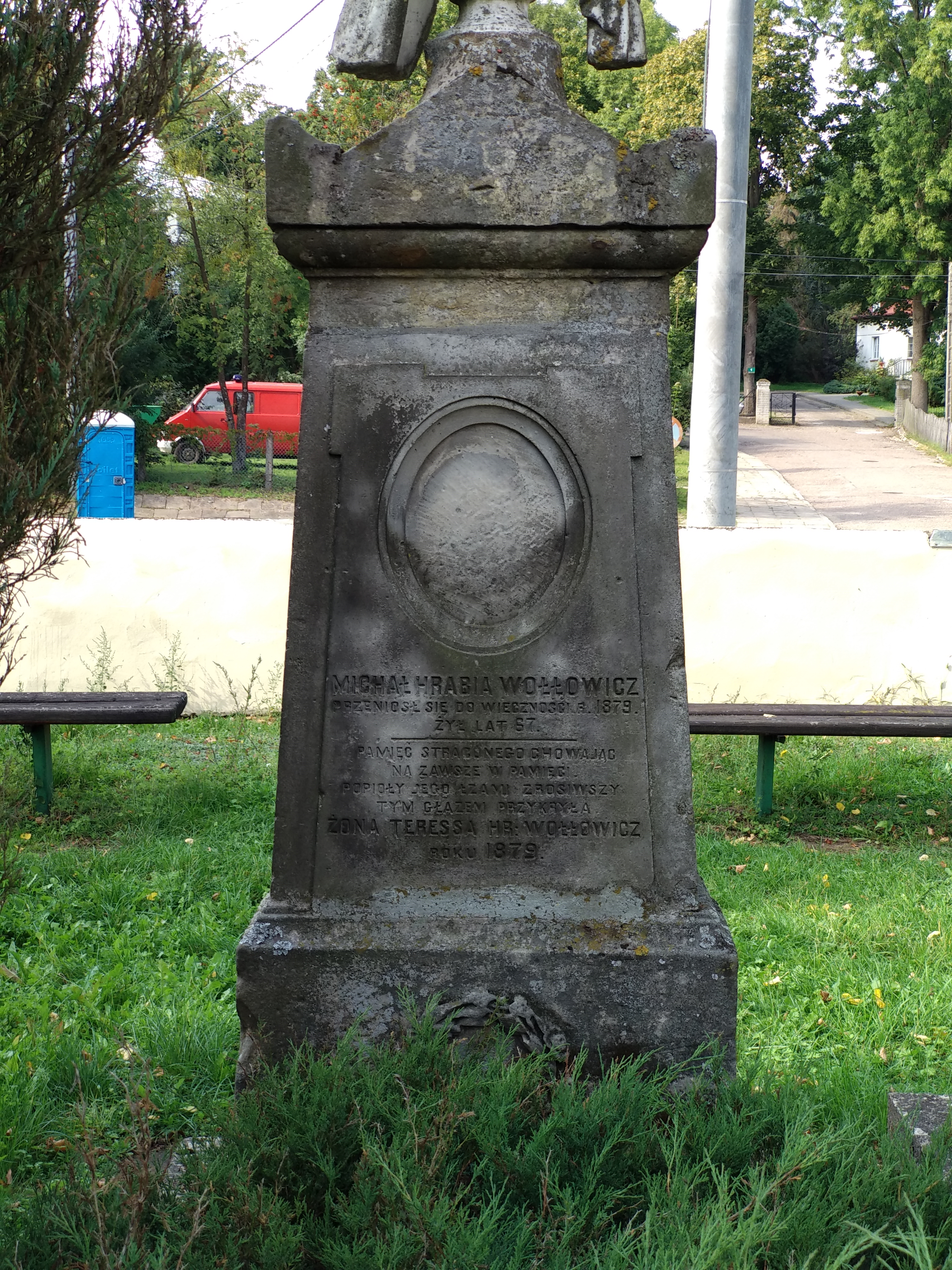
Grób Michała Wołłowicza przed kościołem parafialnym
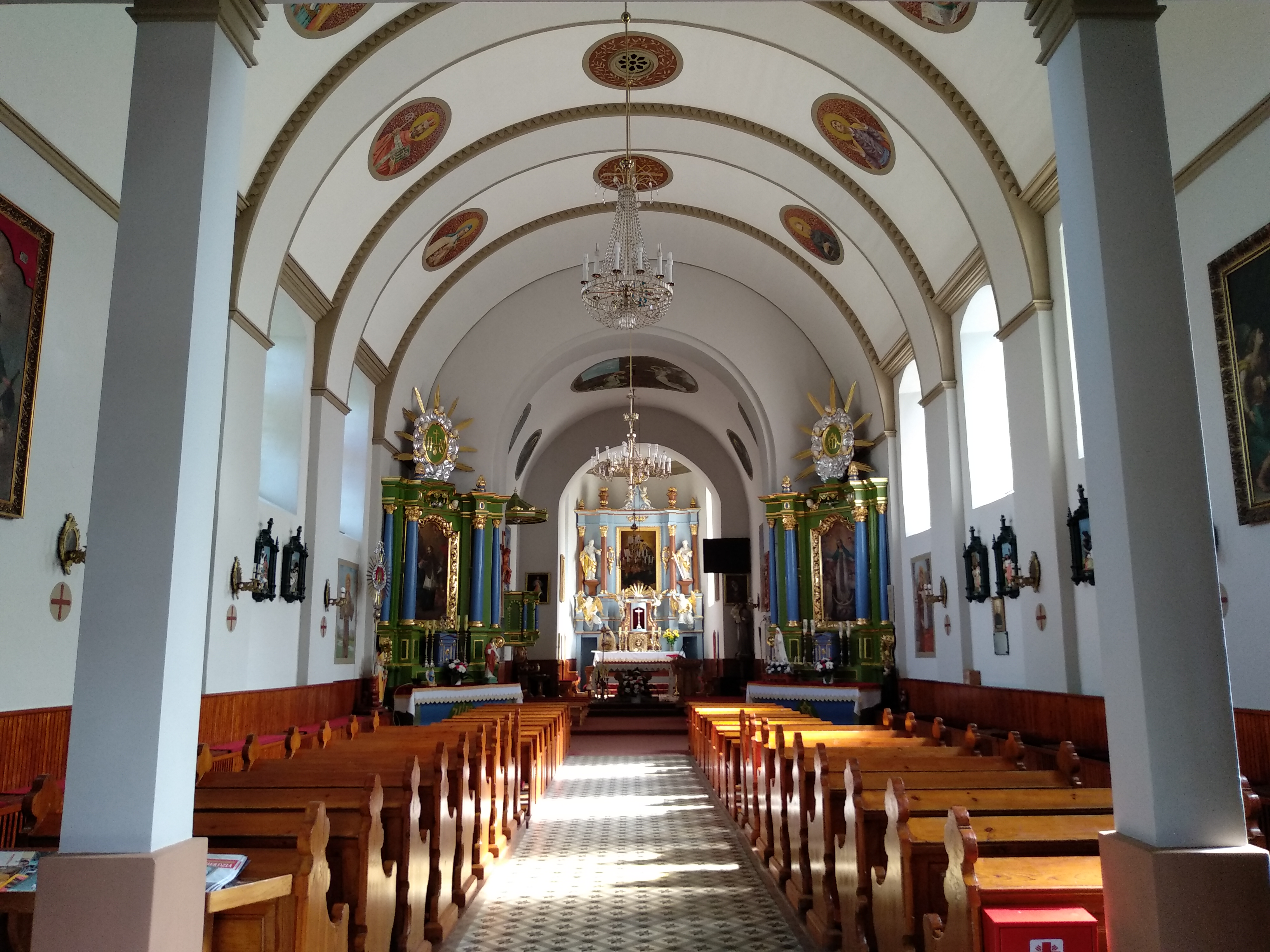
Wnętrze świątyni

## Wyposażenie
Wyposażenie świątyni reprezentuje barokowy zespół rzeźby i malarstwa i pochodzi głównie z jej pierwotnego wystroju. Organy o ośmiu głosach zostały wykonane w 1849 roku i do dziś zachowało się oryginalne wyposażenie instrumentu znajdujące się wewnątrz szafy.